# セコリョ新聞
セコリョ新聞（朝鮮語: 새고려신문, ロシア語: Сэ корё синмун）は、ロシアのサハリン州の州都であるユジノサハリンスクで発行される高麗語新聞である。題号は日本語では「新しい高麗新聞」を意味する。サハリンで高麗語で発行される唯一の新聞である。総8面からなる新高麗新聞は、毎週金曜日に1500部ずつ発行される。創刊は1949年である。当初はハバロフスクで조선로동자（朝鮮労働者、Корейский рабочий）という題号で発行されていた。ついで編集局をユジノサハリンスクに移転した。1961年からは레닌의길로（По ленинскому пути、レーニンの道へ）と称し、1991年から現在の名称に変更された。紙面はサハリン州の社会、政治、経済から構成されており、高麗語（고려말）や高麗人の文化についても触れている。また、ロシア語で書かれた記事も掲載される。